# Polyalthia sinclairiana
Polyalthia sinclairiana este o specie de plante din genul Polyalthia, familia Annonaceae, descrisă de Ian Mark Turner. Conform Catalogue of Life specia Polyalthia sinclairiana nu are subspecii cunoscute.